# Connie Han
Connie Han (Los Angeles, 4 febbraio 1996) è una pianista e musicista statunitense.
Pianista jazz in grado di combinare insieme tradizione e modernità, è Steinway Artist dal 2019 

## Biografia
Connie Han è cresciuta in una famiglia di musicisti sino-americani a Los Angeles. Ha imparato a suonare il pianoforte già in tenera età, e a 14 anni si è iscritta alla Los Angeles County High School for the Arts, dove è nato il suo amore per il jazz. Nel 2015 ha pubblicato il suo album di debutto The Richard Rodgers Songbook, da lei anche autoprodotto. Il successo del lavoro le ha procurato un contratto discografico con la Mack Avenue Records: nel 2018 è uscito così il suo secondo disco, Crime Zone, un tributo musicale ai suoi idoli McCoy Tyner, Chick Corea, Herbie Hancock e Kenny Kirkland. Nell'album hanno suonato Edwin Livingston (basso), Walter Smith III (sassofono) e Brian Swartz (tromba). La traccia che dà il titolo prende le mosse da film di fantascienza come Blade Runner e l'anime Akira. La rivista JAZZIZ ha dedicato a Crime Zone un servizio affermando che i quattro artisti ispiratori sono presenti "in termini di spirito ed energia, non pura riproduzione".

## Discografia
- The Richard Rodgers Songbook (2015)
- Crime Zone (2018)